# Szelevény
Szelevény es un pueblo húngaro perteneciente al distrito de Kunszentmárton, condado de Jász-Nagykun-Szolnok.

## Superficie
Cuenta con una superficie de 45,39 km².

## Demografía
Hasta 2024 la población era de 924 habitantes, con una densidad de población de 20,35 hab/km².
| Gráfica de evolución demográfica de Szelevény entre 2020 y 2024 |
|                                                                 |
| Datos según la Oficina Central de Estadística de Hungría.       |